# Whitsett (Caroline du Nord)
Whitsett est une ville américaine située dans le comté de Guilford dans l'État de Caroline du Nord. En 2010, sa population était de 590 habitants.

## Démographie
| 2000 | 2010 | - | - | - | - |
| ---- | ---- | - | - | - | - |
| 686  | 590  | - | - | - | - |

## Source de la traduction
- (en) Cet article est partiellement ou en totalité issu de l’article de Wikipédia en anglais intitulé « Whitsett, North Carolina » (voir la liste des auteurs).